# Адам Бабарека
Адам Бабарека (14 жовтня 1899, Слуцький повіт , Мінська губернія, нині — Копильський район, Білорусь — 10 жовтня 1938 Павночлаг) — білоруський письменник і літературознавець.
Псевдоніми і криптоніми: А. Б.; А. Ч.; А-м Б-а; А. Б-ка; А. Б-рэка; Адам Гаротны; Я. Каліна; Якім Каліна; Малады настаўнік; А. Рэка; Чырвоны; А. Чырвоны; Адам Чырвоны; А. Чэмер.

## Життєпис
Народився 14 жовтня 1899 в селі Слобода-Кучинка Слуцького повіту в родині безземельного селянина.
Навчався в Слуцькій школі, у 1918 році закінчив Мінську духовну семінарію, вчителював у Слуцьку.
Учасник антипольського підпілля і партизанського руху, заарештований польською владою (1920). Після звільнення знову працював учителем, був членом революційного комітету Пукавської волості, завідувачем волосного відділу народної освіти. 
У 1922 році вступив на етнолого-лінгвістичне відділення педагогічного факультету БДУ, працював у редакціях газет. Був одним з організаторів літературних об'єднань «Маладняк» (1923) і «Ўзвышша» (1926). У 1927 році закінчив  БДУ. У 1926—1929 роках працював викладачем білоруської мови і літератури в університеті Білорусі, а з 1928 — асистент кафедри історії білоруського літератури БДУ.

### Репресії
Заарештований ГПУ Білорусі 25 липня 1930 року в Мінську в справі «Спілки визволення Білорусі». Засуджений позасудовими органами НКВС 10 квітня 1931 як «член контрреволюційної організації» і за «антирадянську агітацію» до 5 років заслання, рік пробув у мінській тюрмі, посилання відбував у г.п. Слобідська Кіровської області, з кінця 1934 у В'ятці. Працював бухгалтером. Термін заслання був продовжений на 2 роки в адміністративному порядку.
Повторно заарештований 24 липня 1937 року в рамках сфабрикованої масштабної акції з репресування білорусів, засланих ОГПУ на початку 1930-х. Згідно з постановою «трійки» по Кіровській області від 15 лютого 1938 отримав 10 років ув'язнення в таборах. Покарання відбував у селищі Княжий-Погост Комі АРСР в Північному залізничному таборі НКВС, де помер в табірній лікарні.
У першій справі реабілітований судовою колегією у кримінальних справах Верховного суду Білорусі 15 листопада 1957 року народження, за другий — 4 липня 1959 Кіровським обласним судом. Групова справа А. Бабареки і інших №20951-с з фотографією зберігається в архіві КДБ Білорусі.
Був одружений, виховував двох дітей, дочка Олеся живе в Москві.

## Творчість

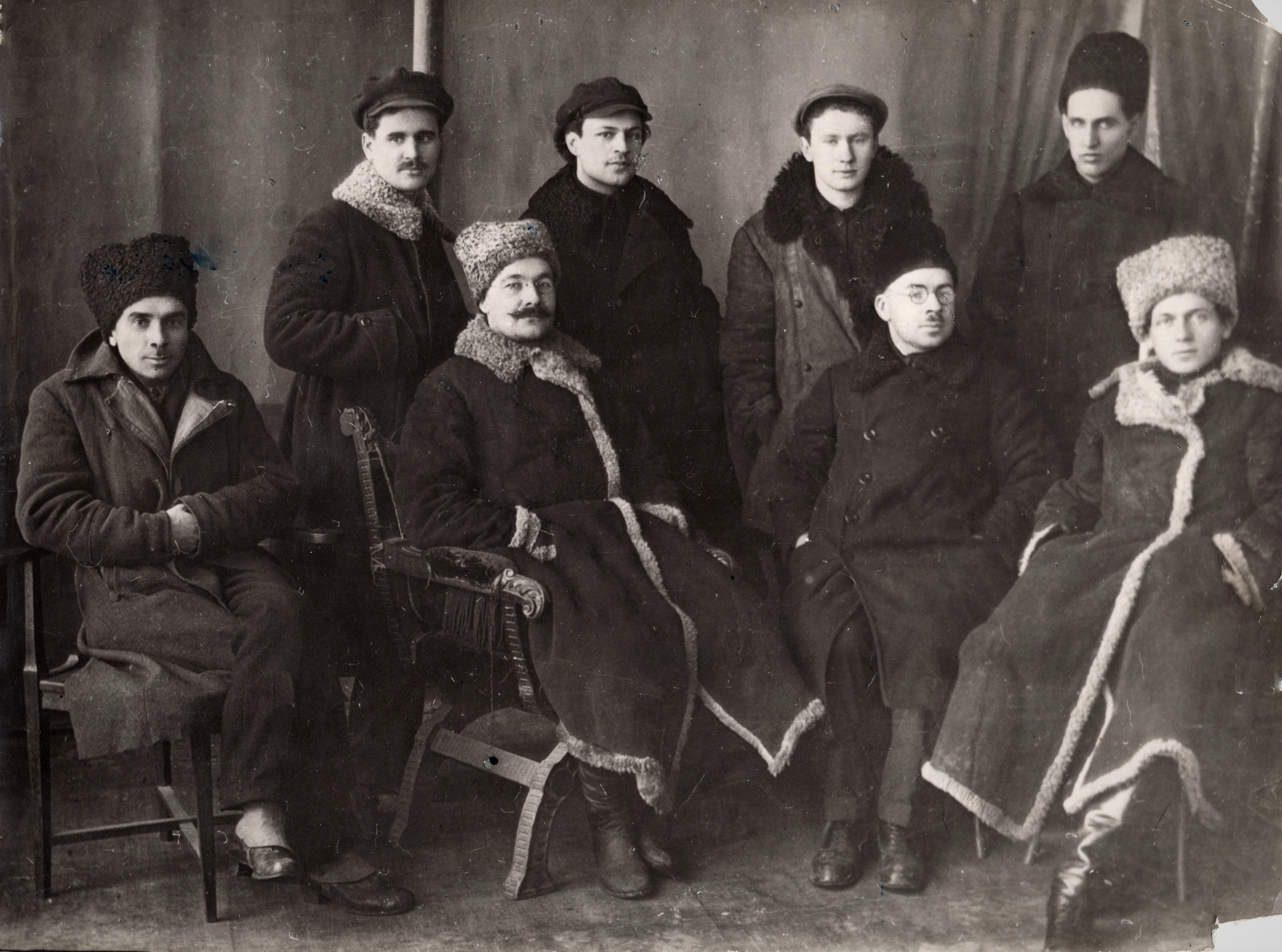
Делегати Першої Всесоюзної конференції Асоціації пролетарських письменників СРСР, представники України та Білорусі. Зліва-направо, сидять: Микола Хвильовий, Сергій Пилипенко, Цішка Гартний, Адам Бабарека. Стоять: Григорій Епік, Міхась Чарот, Анатоль Вольний, Микола Христовий. Москва, 6 січня 1925 р.

Дебютував у 1920 році віршами та оповіданнями у республіканській пресі.
У 1925 видав книгу «Оповідання» (Мінськ).
Розробляв методологічної проблеми літературознавства і естетики, принципи народності, соціальної та естетичної цінності літератури, досліджував історію білоруського літератури, творчість Я. Купали, Я. Коласа, М. Богдановича, В. Дубовка, К. Чорного та ін. Відстоював права на вільне творче самовираження.